# Rüdiger Seitz
Rüdiger Seitz (* 24. Jänner 1927 in Leoben; † 29. Dezember 1991 in Wien) war ein österreichischer Komponist und Musikpädagoge.

## Leben
Rüdiger Seitz maturierte nach dem Besuch der Mittelschule. Nach der Ableistung des Kriegsdienstes in den Jahren von 1943 bis 1945 studierte er ab dem Jahr 1950 an der Universität für Musik und darstellende Kunst Wien Komposition bei Alfred Uhl und Orgel bei Karl Josef Walter. Zudem belegte er einen Kompositions-Meisterkurs bei Johann Nepomuk David. Die Reifeprüfungen in Komposition und Orgel legte er im Jahr 1954 ebenda ab.
Nachdem Seitz im Jahr 1974 eine Lehrtätigkeit für Orgel und Theorie am Diözesankonservatorium für Kirchenmusik der Erzdiözese Wien annahm, baute er im Jahr 1957 an der Musik und Kunst Privatuniversität der Stadt Wien eine Theorie- und Kompositionsklasse auf. Im Jahr 1965 wurde er Abteilungsleiter für Musikpädagogik ebenda. Ab dem Jahr 1974 erhielt Rüdiger Seitz einen Lehrauftrag für Tonsatz am Institut für Musikwissenschaft der Universität Wien.

## Auszeichnungen
- 1963: Förderungspreis des Theodor Körner Fonds
- 1970: Verleihung des Titels Professor durch die Republik Österreich
- 1973: Förderungspreis der Stadt Wien[4]

## Werke

### Solomusik
- Sonatine 1955 – für Klavier solo (1955)[5]
- Kleine Suite für Klavier (1955)[5]
- Drei Choralvorspiele für Orgel (1957)[5]
- Zwei Postludien für Orgel (1958)[5]
- Klaviersonate 1960 (1960)[5]
- Lieder für Stimme und Klavier – nach Texten von Joseph von Eichendorff, Rafael Alberti, Steves Wallace und Josef Weinheber (1960–1967)[5]
- Klaviersonate (1961)[5]
- Klaviersonate 1962 (1962)[5]
- Über ein Kleines – Lied nach dem Gedicht eines unbekannten Dichters für Klavier solo und mittlere Stimme (1963)[5]
- Drei Lieder nach Gedichten von Rafael Alberti – für Klavier solo und mittlere Stimme (1964)[5]
- Drei ernste Lieder nach Worten von Rainer Maria Rilke – für Klavier solo und mittlere Stimme (1964/1965)[5]
- Drei Lieder vom Tode – nach Worten von Rainer Maria Rilke für Klavier solo und mittlere Stimme  (1964/1965)[5]
- Nocturno – Lied nach einem Gedicht von Juan Ramón Jiménez für Klavier solo und mittlere Stimme (1964)[5]
- Alles, so weit die Laute reicht – Sieben Lieder nach Gedichten von Alberto Baeza Flores für Klavier solo und mittlere Stimme  (1965)[5]
- Vier Lieder nach Gedichten von Giuseppe Ungaretti – für Klavier solo und mittlere Stimme (1965)[5]
- Um hier zu leben – Fünf Lieder nach Gedichten von Paul Eluard für Klavier solo und mittlere Stimme (1965)[5]
- Lieder und lyrische Aphorismen – nach Texten von Giuseppe Ungaretti, Rafael Alberti und Antonio Machado für Klavier solo und mittlere Stimme (1965)[5]
- Testament – Lied nach einem Gedicht von Zbigniew Herbert für Klavier solo und mittlere Stimme (1965/1971)[5]
- Fünf Lieder nach Gedichten von Rafael Alberti – für Klavier solo und mittlere Stimme (1965)[5]
- Zehn Lieder nach Gedichten von Federico García Lorca – für Klavier solo und mittlere Stimme (1966)[5]
- Chanson finale – Lied nach einem Gedicht von Francis Picabia für Klavier solo und mittlere Stimme (1966)[5]
- Drei Lieder nach Gedichten von Gottfried Benn – für Klavier solo und mittlere Stimme (1966)[5]
- Vier Lieder nach Gedichten von Jean Follain – für Klavier solo und mittlere Stimme (1967)[5]
- Zwei Lieder nach Gedichten von Johannes Bobrowski – für Klavier solo und mittlere Stimme (1969)[5]
- Neun Bagatellen – für Klavier solo (1969)[5]
- Leben – Sechs Lieder nach Gedichten von Jean Follain für Klavier solo und mittlere Stimme (1971)[5]
- Aperçus – für Klavier solo und mittlere Stimme (1971)[5]
- Sechs Lieder nach Gedichten von Rainer Maria Rilke – für Klavier solo und mittlere Stimme (1971/1972)[5]
- Variationen über ein altes Volkslied – für Klavier solo (1971)[5]
- Epigramme – für Klavier solo (1972/1973)[5]
- Klaviersonate 1972 – für Klavier solo (1972)[5]
- Der Regenbogen – 45 leichte Fünftonstücke für Klavier in freier Tonalität (1973/1974)[5]

### Vokalmusik
- Zwei Volkslieder für dreistimmigen Kinderchor a cappella[5]
- 24 Volkslieder – Für ein- bis zweistimmigen (Kinder-)Chor und ein bis zwei Blockflöten[5]
- Ich wollt, daß ich daheime wär – Kleine Choralmotette für gemischten Chor a cappella[5]
- Zwei Lieder für Kammerchor – Für vierstimmigen gemischten Chor a cappella[5]
- Motetus Michaelis – Für vierstimmigen gemischten Chory (1956)[5]
- Christ ist erstanden – Kleine Choralmotette (1956)[5]
- Zwölf Lieder über die zwölf Monate – Für vierstimmigen gemischten Chor a cappella (1957)[5]
- Vier Lieder für Kammerchor – nach Texten von Heinrich von Veldeke, Angelus Silesius und Mechthild von Magdeburg (1957)[5]
- Lobe den Herrn – Kleine Choralmotette (1957)[5]
- Sieben Lieder für gemischten Chor – nach Texten von Josef Weinheber, Richard Schaukal, Christian Morgenstern, Heinrich von Laufenberg und Wilfried Bade (1960)[5]
- Zwei kanonische Volkslieder für Kammerchor – Für vierstimmigen gemischten Chor a cappella (1962)[5]
- Geistliches Lied – für Oberchor a cappella (1971)[5]
- Zwei Volkslieder – Für dreistimmigen gemischten Chor a cappella (1971)[5]
- Geistliches Trinklied der Nonnen vom Niederrhein – Für vierstimmigen gemischten Chor a cappella (1973)[5]
- Es ist ein Wort ergangen – Geistliches Duett für zwei gleiche Stimmen nach Texten von Arno Pötzsch (1973)[5]

### Ensemblemusik
- Es steht ein Lind’ in jenem Tal – Bauerntanz und Volkslied für Flöte und Klavier[5]
- Sonate für Blockflöte, Klarinette und Klavier[5]
- Ich wollt, daß ich daheime wär – Kleines Kammerkonzert für gemischten Chor, Streichorchester und 4 Bläser (1957)[5]
- Vier romantische Tänze – für 2 Blockflöten, Violine und Violoncello (1957)[5]
- Vierzehn alte Liebeslieder – Duo für Violine und Violoncello mit mittlerer Singstimme (1963)[5]
- Tag für Tag – Kindertotenlieder nach Gedichten von Giuseppe Ungaretti (1964/1969)[5]